# Časopis Českého Museum
Časopis Českého Museum (abreviado Cas. Ceského Mus.) fue una revista con ilustraciones y descripciones botánicas que fue editada en Praga. Se publicaron los números 5-28, en los años 1831-1854. Fue precedida por Casopis Spolecnosti Vlasteneckého Museum  y reemplazada por Casopis Musea Králavstvi Ceského, Oddil Prírordovedny. 